# Willem van der Vliet

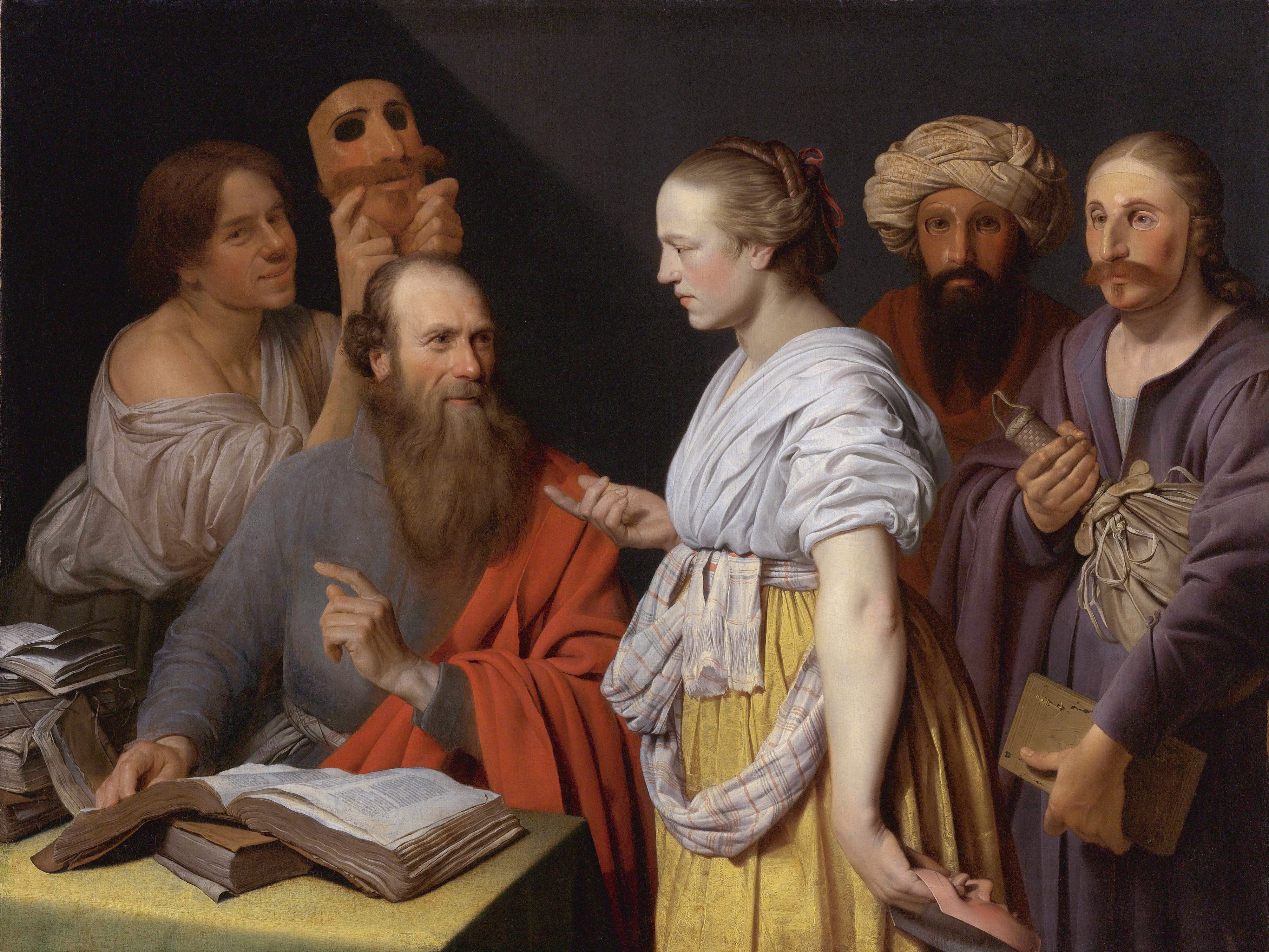
De geleerde in zijn studeerkamer (Willem van der Vliet, 1627)

Willem Willemsz. van der Vliet (Delft ca. 1584 - Delft, 6 december 1642) was een etser, kunstschilder en lakenkoper uit de Gouden Eeuw.
Van der Vliet zou volgens Jacob Campo Weyerman afstammen uit het adellijk geslacht de heren van der Woert. Hij was, naast de hofschilder Michiel Jansz. van Miereveld, bij wie hij waarschijnlijk in de leer is geweest, een van de belangrijkste portretschilders in Delft. In 1615 schreef hij zich in als kunstschilder bij het Sint-Lucasgilde van Delft, waarvan hij in 1633 ook hoofdman was (samen met Jacob Vosmaer). In 1618 trouwde hij met Maria Jacobsdr Storm van Wena uit de Voorstraat. Hij verhuisde na het huwelijk van de Choorstraat naar de Oude Langendijk. In 1636 hertrouwde hij met Jannitge Heyndricxs van Buyzen. Voor zover bekend had hij geen nageslacht. 
Er is nu maar weinig van hem bekend, maar hij was in zijn tijd bekend genoeg om door Dirck van Bleyswijk 25 jaar na zijn dood in zijn Beschryvinge der stadt Delft te worden opgenomen. Zijn werk is zeldzaam op de kunstmarkt. Zijn productieve periode liep van 1624 tot 1640. Hoewel bekender als schilder van portretten, begon hij zijn carrière als genre- en historieschilder, waarin hij invloed door de Utrechtse caravaggisten liet zien. Tegenwoordig zijn nog slechts 6 historiestukken van hem bekend.
| Linkertekst (alt)                                                                         |  | Rechtertekst (alt) |
| Willem de Langue (1599-1656) en zijn vrouw Maria Pijnaecker. (Willem van der Vliet, 1626) |  |                    |

Willem van der Vliet behoorde tot de klantenkring van de Delftse notaris Willem Reyersz de Langue en ontving van hem de opdracht voor deze twee portretten van hem en zijn vrouw. Van der Vliets portretten, er zijn er ongeveer 40 bekend, vertonen een opmerkelijke kwaliteit. Zo zijn het kant in het hoofddeksel van Maria, de manchet aan de rechtermouw van De Langue, en het satijn in hun beider kleding uitstekend weergegeven. Door de houding van De Langue, met zijn hand nonchalant op zijn heup, voegde Van der Vliet een bepaalde informele voornaamheid toe. Door zowel man en vrouw naast dezelfde tafel te plaatsen, met daarop voorwerpen die voor hen belangrijk zijn, schilderde hij niet alleen hun portretten, maar gaf ze ook een tastbaar verband. Het vertrouwen dat de Langue uitstraalt, wordt subtiel getemperd door de bescheiden blik van zijn vrouw.
Willem van der Vliets neef, Hendrick Cornelisz. van Vliet, die historische taferelen, clair-obscurs en architecturale perspectieven schilderde, was een tijd zijn leerling, en hij ging daarna naar Michiel Jansz. van Miereveld om er portretten te leren schilderen.
- Biografisch Portaal: 24104040
- Gemeinsame Normdatei: 139082115
- International Standard Name Identifier: 0000 0000 8417 0218
- KulturNav: 37483e22-78d5-4354-bbad-9a0e4e993f80
- RKD-Nederlands Instituut voor Kunstgeschiedenis: 81494
- Union List of Artist Names: 500019556
- Virtual International Authority File: 122247425
- WorldCat: E39PCjCKQJXww3hBB8QTxmTXgq